# Список країн за середньою кількістю років перебування жінок в закладах освіти
Це список країн за середньою кількістю років перебування жінок в освітніх закладах у віці від 25 до 34 років, у тому числі початкової, середньої і вищої освіти, опублікований Інститутом показників і оцінки здоров'я (Institute for Health Metrics and Evaluation) в 2010 році.

## Міжнародні рейтинги
Список є неповним і включає тільки країни з середніми показниками 12 років або більше.
| Ранг | Країна чи територія | Років в середньому |
| ---- | ------------------- | ------------------ |
| 1    | Канада              | 15.0               |
| 2    | Норвегія            | 14.9               |
| 3    | Південна Корея      | 14.6               |
| 4    | Швеція              | 13.9               |
| 5    | США                 | 13.9               |
| 6    | Японія              | 13.9               |
| 7    | Чехія               | 13.8               |
| 8    | Ізраїль             | 13.8               |
| 9    | Росія               | 13.8               |
| 10   | Нова Зеландія       | 13.6               |
| 11   | Велика Британія     | 13.6               |
| 12   | Бельгія             | 13.4               |
| 13   | Данія               | 13.4               |
| 14   | Фінляндія           | 13.4               |
| 15   | Словаччина          | 13.3               |
| 16   | Україна             | 13.3               |
| 17   | Болгарія            | 13.2               |
| 18   | Ірландія            | 13.2               |
| 19   | Литва               | 13.2               |
| 20   | Грузія              | 13.1               |
| 21   | Польща              | 13.1               |
| 22   | Румунія             | 13.1               |
| 23   | Білорусь            | 13.0               |
| 24   | Латвія              | 13.0               |
| 25   | Швейцарія           | 13.0               |
| 26   | Греція              | 12.9               |
| 27   | Словенія            | 12.9               |
| 28   | Молдова             | 12.8               |
| 29   | Німеччина           | 12.7               |
| 30   | Угорщина            | 12.6               |
| 31   | Нідерланди          | 12.6               |
| 32   | ОАЕ                 | 12.6               |
| 33   | Австралія           | 12.5               |
| 34   | Естонія             | 12.5               |
| 35   | Франція             | 12.5               |
| 36   | Куба                | 12.4               |
| 37   | Італія              | 12.4               |
| 38   | Киргизстан          | 12.3               |
| 39   | Узбекистан          | 12.3               |
| 40   | Китай               | 12.2               |
| 41   | Казахстан           | 12.2               |
| 42   | Таджикистан         | 12.2               |
| 43   | Азербайджан         | 12.1               |
| 44   | Хорватія            | 12.1               |
| 45   | Кувейт              | 12.1               |
| 46   | Австрія             | 12.0               |

### Історична література
- Bathsua Makin (1673), An Essay to Revive the Ancient Education of Gentlewomen, in Religion, Manners, Arts & Tongues
- Anna Julia Cooper (1892), The Higher Education of Women
- Alice Zimmern (1898), Renaissance of Girls' Education in England
- Thomas Woody (1929), A History of Women's Education in the United States, 2 vols.

### Сучасна література
- Barry Turner (1974), Equality for some: The story of girls' education